# Stefano Gross
Stefano Gross (Bolzano, 4 september 1986) is een Italiaans alpineskiër. Hij vertegenwoordigde zijn vaderland op de Olympische Winterspelen 2014 in Sotsji en op de Olympische Winterspelen 2018 in Pyeongchang.

## Carrière
Gross maakte zijn wereldbekerdebuut op 22 december 2008 tijdens de slalom in Alta Badia. In februari 2009 scoorde de Italiaan in Garmisch-Partenkirchen zijn eerste wereldbekerpunten. In Garmisch-Partenkirchen nam hij deel aan de wereldkampioenschappen alpineskiën 2011. op dit toernooi eindigde hij als 22e op de slalom. In december 2011 behaalde Gross zijn eerste toptienklassering in een wereldbekerwedstrijd. Op 8 januari 2012 stond de Italiaan in Adelboden voor de eerste maal in zijn carrière op podium van een wereldbekerwedstrijd. Op de wereldkampioenschappen alpineskiën 2013 in Schladming eindigde hij als elfde op de slalom. Tijdens de Olympische Winterspelen van 2014 in Sotsji eindigde Gross op de vierde plaats, op slechts vijf honderdsten van de Noor Henrik Kristoffersen. 
Op 11 januari 2015 boekte de Italiaan in Adelboden zijn eerste wereldbekerzege. Op de wereldkampioenschappen alpineskiën 2015 in Beaver Creek wist hij niet te finishen op de slalom. In Sankt Moritz nam Gross deel aan de wereldkampioenschappen alpineskiën 2017. Op dit toernooi eindigde hij als negende op de slalom. Tijdens de Olympische Winterspelen van 2018 in Pyeongchang eindigde de Italiaan als zestiende op de slalom, samen met Federica Brignone, Chiara Costazza, Irene Curtoni, Riccardo Tonetti en Alex Vinatzer eindigde hij als vijfde in de landenwedstrijd.

## Resultaten

### Olympische Spelen
| Jaar | Plaats      | Resultaten                    |
| ---- | ----------- | ----------------------------- |
| 2014 | Sotsji      | 4e Slalom                     |
| 2018 | Pyeongchang | 16e Slalom 5e Landenwedstrijd |

### Wereldkampioenschappen
| Jaar | Plaats                 | Resultaten  |
| ---- | ---------------------- | ----------- |
| 2011 | Garmisch-Partenkirchen | 22e Slalom  |
| 2013 | Schladming             | 11e Slalom  |
| 2015 | Beaver Creek           | DNF2 Slalom |
| 2017 | Sankt Moritz           | 9e Slalom   |
| 2019 | Åre                    | 10e Slalom  |

### Wereldbeker
Eindklasseringen
| Seizoen   | Algm | SL  |
| --------- | ---- | --- |
| 2008/2009 | 142e | 61e |
| 2009/2010 | 129e | 51e |
| 2010/2011 | 104e | 36e |
| 2011/2012 | 25e  | 5e  |
| 2012/2013 | 36e  | 12e |
| 2013/2014 | 45e  | 13e |
| 2014/2015 | 16e  | 6e  |
| 2015/2016 | 28e  | 6e  |
| 2016/2017 | 21e  | 7e  |
| 2017/2018 | 32e  | 9e  |
| 2018/2019 | 59e  | 20e |
| 2019/2020 | 82e  | 27e |

Wereldbekerzeges
| Datum           | Plaats    | Onderdeel |
| --------------- | --------- | --------- |
| 11 januari 2015 | Adelboden | Slalom    |